# Marina Karpunina
Marina Karpunina (18 de dezembro de 1977) é uma basquetebolista profissional russa.

## Carreira
Marina Karpunina integrou a Seleção Russa de Basquetebol Feminino, em Pequim 2008, que conquistou a medalha de bronze.